# Sveriges herrlandskamper i fotboll 2007
Sveriges herrlandskamper i fotboll 2007

## Matcher
| Datum        | Spelplats                                |               |            | Resultat      | Typ av match      | Målskyttar |
| ------------ | ---------------------------------------- | ------------- | ---------- | ------------- | ----------------- | --- |
| 14 januari   | Estadio José Pachencho Romero Maracaibo  | Venezuela     | Sverige    | 2 – 0 Rapport | Träningsmatch     | 1–0 17′ Alejandro Guerra 2–0 90+1′ Daniel Arismendi                                                                                       |
| 18 januari   | Estadio Alejandro Serrano Aguilar Cuenca | Ecuador       | Sverige    | 2 – 1 Rapport | Träningsmatch     | 1–0 16′ Edder Vaca 2–0 25′ Carlos Tenorio 2–1 90+1′ Rade Prica                                                                            |
| 21 januari   | Estadio Olímpico Atahualpa Quito         | Ecuador       | Sverige    | 1 – 1 Rapport | Träningsmatch     | 0–1 69′ Daniel Nannskog 1–1 82′ Edmundo Zura                                                                                              |
| 7 februari   | Kairos internationella stadion Kairo     | Egypten       | Sverige    | 2 – 0 Rapport | Träningsmatch     | 1–0 43′ Amr Zaki 2–0 88′ Ahmed Fathy |
| 28 mars      | Windsor Park Belfast                     | Nordirland    | Sverige    | 2 – 1 Rapport | Kval till EM 2008 | 0–1 25′ Johan Elmander 1–1 31′ David Healy 2–1 59′ David Healy                                                                            |
| 2 juni       | Parken Köpenhamn                         | Danmark       | Sverige    | 0 – 3 Rapport | Kval till EM 2008 | 0–1 7′ Johan Elmander 0–2 22′ Petter Hansson 0–3 26′ Johan Elmander 1–3 34′ Daniel Agger 2–3 62′ Jon Dahl Tomasson 3–3 76′ Leon Andreasen |
| 6 juni       | Råsundastadion Solna                     | Sverige       | Island     | 5 – 0 Rapport | Kval till EM 2008 | 1–0 11′ Marcus Allbäck 2–0 42′ Anders Svensson 3–0 45′ Olof Mellberg 4–0 50′ Markus Rosenberg 5–0 51′ Marcus Allbäck                      |
| 22 augusti   | Nya Ullevi Göteborg                      | Sverige       | USA        | 1 – 0 Rapport | Träningsmatch     | 1–0 56′ Kim Källström |
| 8 september  | Råsundastadion Solna                     | Sverige       | Danmark    | 0 – 0 Rapport | Kval till EM 2008 | |
| 12 september | Stadion Pod Goricom Podgorica            | Montenegro    | Sverige    | 1 – 2 Rapport | Träningsmatch     | 1–0 15′ Mirko Vučinić 1–1 71′ Markus Rosenberg 1–2 75′ Rade Prica                                                                         |
| 13 oktober   | Rheinpark Stadion Vaduz                  | Liechtenstein | Sverige    | 0 – 3 Rapport | Kval till EM 2008 | 0–1 19′ Fredrik Ljungberg 0–2 29′ Christian Wilhelmsson 0–3 56′ Anders Svensson                                                           |
| 17 oktober   | Råsundastadion Solna                     | Sverige       | Nordirland | 1 – 1 Rapport | Kval till EM 2008 | 1–0 15′ Olof Mellberg 1–1 72′ Kyle Lafferty                                                                                               |
| 17 november  | Santiago Bernabéu-stadion Madrid         | Spanien       | Sverige    | 3 – 0 Rapport | Kval till EM 2008 | 1–0 14′ Joan Capdevila 2–0 39′ Andrés Iniesta 3–0 65′ Sergio Ramos                                                                        |
| 21 november  | Råsundastadion Solna                     | Sverige       | Lettland   | 2 – 1 Rapport | Kval till EM 2008 | 1–0 1′ Marcus Allbäck 1–1 26′ Juris Laizâns 2–1 57′ Kim Källström                                                                         |

## Sveriges målgörare 2007
Inklusive de mål som gjordes i EM-kvalmatchen mellan Danmark och Sverige där Sverige blev tilldömd segern.
| 3 mål - Marcus Allbäck - Johan Elmander 2 mål - Kim Källström - Olof Mellberg - Rade Prica - Markus Rosenberg - Anders Svensson 1 mål - Petter Hansson - Fredrik Ljungberg - Daniel Nannskog - Christian Wilhelmsson |